# Schützenmine 42
Schützenmine 42 – niemiecka mina przeciwpiechotna używana przez Wehrmacht w okresie II wojny światowej.
Korpus wykonany był z drewna (kształtem przypominał pudełko do cygar) co utrudniało zlokalizowanie miny wykrywaczem. Wewnątrz znajdował się detonator i 230 gramów trotylu. Otwarcie lub nadepnięcie na pudełko powodowało inicjację zapalnika.